# Блок Карлтона
Блок Карлтона — многоквартирное жилое здание в Бухаресте, построенное между Университетской площадью и Римской площадью на пересечении бульвара Николае Белческу и улицы Иона Кымпеняну. На первых этажах блока располагались магазины и кинотеатр. Здание было уничтожено 10 ноября 1940 землетрясением, при этом погибло 226 человек.

## Описание
Блок Карлтон в Бухаресте, открытый в 1936 году, располагался между Университетской и Римской площадью, на пересечении бульвара Николае Бальческу и улицы Иона Кампиняну. В блоке было 14 этажей, на первом этаже были магазины и кинотеатр. Здание было спроектировано с использованием железобетонной конструкции архитекторами Георге Матеем Кантакузино и Василе Арионом, строительство осуществлялось братьями Карлом и Леопольдом Шиндлами. Расчеты железобетонной конструкции, обеспечивающей сопротивление здания, были выполнены инженером Францем Шюсслером.
Фасад с бульвара Брэтиану включал первый этаж плюс 9 этажей, а крыло с Королевской улицы состояло из первого этажа плюс 6 этажей; башня на углу здания состояла из первого этажа, 12 этажей и моста.

## Разрушение
Хоть здание и было совершенно новым, открытым всего 4 года назад и считавшееся чудом межвоенной архитектуры, во время землетрясения 10 ноября 1940 блок Карлтона, в 96 квартирах которого жили 226 человек, полностью разрушился.
Очевидец, который находился во время землетрясения на углу бульвара Бэлческу и улицы Батистей, видел, как блок Карлтона опасно раскачивался из стороны в сторону. Каждую секунду беспорядочные колебания усиливались тревожным образом. Когда здание угрожающе наклонилось на бок, вершина башни отделилась от сооружения, с шумом рухнув на брусчатку. Затем блок сложился «гармошкой».
Генерал Ион Антонеску и Хория Сима находились «на месте, где был разрушен блок Карлтона, и наблюдали за ходом спасательных работ» .